# Blu profondo 3
Blu profondo 3 (Deep Blue Sea 3) è un film del 2020 diretto da John Pogue. È il terzo film della saga iniziata con Blu profondo nel 1999 e continuata con Blu profondo 2 nel 2018.

## Trama
La dottoressa Emma Collins continua il lavoro del padre defunto sulla protezione dei grandi squali bianchi su un'isola artificiale vicino al Sud Africa chiamata Little Happy. La sua squadra comprende Spinnaker (soprannominato "Spinn"), Miya ed Eugene Shaw, il migliore amico e fratello del padre di Emma. A Little Happy vivono anche gli amici di Emma, Nandi e suo fratello Bahari. Bella, uno squalo leuca responsabile del caos negli ultimi anni, viene trovata morta, uccisa dopo essere rimasta intrappolata nelle lenze, scoperta dal dottor Richard Lowell e dalla sua squadra sulla loro barca, la Thasos. Vanno a Little Happy per scoprire che gli ultimi tre cuccioli di Bella sono ormai adulti e sono gli unici sopravvissuti alla cucciolata.
Si scopre che Richard è l'ex fidanzato di Emma. Quando Richard e la sua squadra si tuffano per inseguire gli squali leuca, Emma va con loro e scopre tre grandi squali bianchi divorati dai leuca. Poco dopo, Brown (un membro della squadra di Richard) viene trovato morto, tagliato a metà dagli squali. Con l'aiuto di Emma, uno dei leuca viene sedato e catturato, ma Richard rimane ferito.
Più tardi, Bahari va a pescare ma viene attaccato e divorato da uno dei due leuca rimasti. Nandi poi scopre il suo braccio mozzato. Dopo la perdita del suo amico, Emma affronta Richard. Le rivela che questi squali sono più intelligenti, raccontando gli eventi dei primi due film. Dice che con il faro attaccato alla madre, può attirare la sua prole anche se sanno che la loro madre è morta. Conclude dicendo che se questi squali si riprodurranno, sarà una catastrofe. Lucas, leader dei mercenari di Genotic Labs, rovescia il comando di Richard e decide di uccidere tutti e fuggire con lo squalo catturato. Posizionano una mina per far saltare in aria tutto, ignari che Emma e la sua squadra li stanno spiando con un drone sottomarino.
Emma affronta di nuovo Richard, accusandolo di aver pianificato di ucciderli. Lucas, dopo aver ascoltato la loro conversazione, attacca loro e la squadra di Emma, causando ingenti danni alle strutture vicine sull'isola con esplosivi. Durante la battaglia, Emma fugge, ma Richard viene catturato da Schill ed Earls, gli uomini di Lucas, e portato sulla Thasos.
Dopo aver scelto la parte di Emma, Richard viene ucciso da uno degli squali mentre salta dalla barca per unirsi a lei. Earls viene ucciso da uno squalo mentre combatte con Shaw. Nel frattempo, Spinn viene ucciso da un leuca e si presume che Miya subisca la stessa sorte. Emma disattiva la mina ma viene attaccata da Schill, a cui Lucas ha ordinato di ucciderla. Viene salvata da Sally, il grande squalo bianco "amico" di Emma fin dal suo arrivo su Little Happy, che divora Schill. Emma posiziona la mina sulla Thasos e quando Lucas la fa esplodere, la sua barca affonda liberando lo squalo catturato.
Shaw si sacrifica per uccidere due dei leuca con dardi esplosivi. Lucas, sopravvissuto alla recente esplosione, attacca Emma, ma viene ucciso da lei e Nandi. Emma poi uccide l'ultimo leuca attirandolo e schiacciandolo nel tritarifiuti.
Nandi ed Emma fuggono, lasciando Little Happy distrutto, con Sally che saluta Emma prima di scomparire nell'oceano. Mentre Nandi ed Emma navigano, trovano un armadio e Miya si rivela viva, essendosi nascosta al suo interno. Riunite, le tre amiche tornano alla civiltà.

## Produzione
I lavori sul film sono iniziati nell'estate del 2019. La produzione del film è terminata a maggio 2020.

## Distribuzione
Il film è stato distribuito direct-to-video. In Italia è stato distribuito sulle piattaforme digitali a partire dal 28 luglio 2020.

## Accoglienza
Su Rotten Tomatoes il film ha un indice di gradimento del 71% basato sulle recensioni di 14 critici, con una valutazione media di 5,4/10. Meagan Navarro di Bloody Disgusting ha affermato che, sebbene il film non possa essere considerato buono secondo gli standard convenzionali, è stato comunque divertente.